# Cerezo Fung a Wing
Cerezo Fung a Wing (Paramaribo, 24 september 1983) is een in Suriname geboren  Nederlands profvoetballer.
Fung a Wing is van Chinees-Surinaamse afkomst en zijn voorvader had de Chinese familienaam Fung (馮). Fung a Wing speelde voor SV Bijlmer, SC Voorland en FC Abcoude alvorens hij bij FC Volendam terechtkwam. In het seizoen 2001/2002 maakt hij zijn debuut in het betaald voetbal. Dat seizoen kwam Fung a Wing tot 21 wedstrijden. In het volgende seizoen stond Fung a Wing 30 keer opgesteld en maakte daarin ook zijn eerste treffer. Met Volendam promoveerde hij via de nacompetitie naar de Eredivisie, waar hij in het seizoen 2003/2004 15 wedstrijden speelde. Volendam degradeerde weer en Fung a Wing kwam nog 17 keer uit voor Volendam in de eerste divisie (2 doelpunten) voor hij in de winterstop werd overgenomen door RKC Waalwijk. Voor de Waalwijkers speelde hij dat seizoen nog 4 wedstrijden. Fung a Wing had bij De Graafschap een contract tot de zomer van 2009. In de wedstrijd tegen VVV-Venlo scoorde hij zijn eerste doelpunt voor De Graafschap. Hierna kwam zijn profloopbaan ten einde en in het seizoen 2010/2011 speelde Fung a Wing als amateur bij Topklasser IJsselmeervogels. in 2012 vertrok Fung a Wing naar de zaterdagamateurs van Ajax. Hierna kwam hij uit voor NOCKralingen, RSC Alliance en SV Slikkerveer. Bij SV Slikkerveer is Fung a Wing aanvoerder van het eerste elftal en Hoofd Jeugd Opleiding. 